# Echinopyrrhosia notata
Echinopyrrhosia notata là một loài ruồi trong họ Tachinidae.